# Список высших учебных заведений Брянской области
В список высших учебных заведений Брянской области включены образовательные учреждения высшего и высшего профессионального образования, находящиеся на территории Брянской области и участвовавшие в мониторинге Министерства образования и науки Российской Федерации 2015 года. Этим критериям в Брянской области соответствуют 5 вузов и 16 филиалов.
Филиалы вузов, головные организации которых находятся в иных субъектах федерации, сгруппированы в отдельном списке. Порядок следования элементов списка — алфавитный.
Вузы, лицензия которых не действует на 30 июня 2016 года, отмечены цветом.

## Список высших образовательных учреждений
| Название                                                       | Категория         | Статус      | Год основания | Месторасположение | Число студентов |
| -------------------------------------------------------------- | ----------------- | ----------- | ------------- | ----------------- | --------------- |
| Брянский государственный аграрный университет                  | государственный   | университет | 1980          | Кокино            | 6844            |
| Брянский государственный инженерно-технологический университет | государственный   | университет | 1930          | Брянск            | 3461            |
| Брянский государственный технический университет               | государственный   | университет | 1929          | Брянск            | 6991            |
| Брянский государственный университет                           | государственный   | университет | 1930          | Брянск            | 7180            |
| Брянский институт управления и бизнеса                         | негосударственный | институт    |               | Брянск            | 2201            |

## Список филиалов высших образовательных учреждений
| Название | Категория         | Статус      | Год основания | Месторасположение | Месторасположение головной организации | Число студентов |
| --- | ----------------- | ----------- | ------------- | ----------------- | -------------------------------------- | --------------- |
| Брянский областной казачий институт технологий и управления (филиал Московского государственного университета технологий и управления) | государственный   | университет | 1998          | Унеча             | Москва                                 | 612             |
| Брянский филиал Международной академии бизнеса и управления                                                                            | негосударственный | академия    | 1999          | Брянск            | Москва                                 |                 |
| Брянский филиал Московского государственного университета путей сообщения                                                              | государственный   | университет | 1930          | Брянск            | Москва                                 | 429             |
| Брянский филиал Национального государственного университета физической культуры, спорта и здоровья имени П. Ф. Лесгафта                | государственный   | университет | 2002          | Брянск            | Санкт-Петербург                        | 409             |
| Брянский филиал Российского университета кооперации                                                                                    | негосударственный | университет | 1944 2001     | Брянск            | Мытищи                                 |                 |
| Брянский филиал Российского экономического университета имени Г. В. Плеханова                                                          | государственный   | университет | 2001          | Брянск            | Москва                                 | 1459            |
| Брянский филиал Российской академия народного хозяйства и государственной службы                                                       | государственный   | академия    | 1999          | Брянск            | Москва                                 | 2021            |
| Брянский филиал Современной гуманитарной академии                                                                                      | негосударственный | академия    |               | Брянск            | Москва                                 |                 |
| Брянский филиал Финансового университета                                                                                               | государственный   | университет | 1919          | Брянск            | Москва                                 | 1586            |
| Карачевский филиал Орловского государственного университета                                                                            | государственный   | университет | 2001          | Карачев           | Орёл                                   | 72              |
| Филиал в Брянске Московского института государственного управления и права                                                             | негосударственный | институт    |               | Брянск            | Москва                                 |                 |
| Филиал в Брянске Московского нового юридического института                                                                             | негосударственный | институт    |               | Брянск            | Москва                                 |                 |
| Филиал в Брянске Московского педагогического государственного университета                                                             | государственный   | университет |               | Брянск            | Москва                                 |                 |
| Филиал в Брянске Московского психолого-социального университета                                                                        | негосударственный | университет | 1997          | Брянск            | Москва                                 |                 |
| Филиал в Брянске Российского государственного социального университета                                                                 | государственный   | университет |               | Брянск            | Москва                                 |                 |
| Филиал в Новозыбкове Брянского государственного университета                                                                           | государственный   | университет | 1930          | Новозыбков        | Брянск                                 | 372             |